# 우거왕
우거왕(右渠王, 기원전 160년 ~ 기원전 108년, 재위: 불명 ~ 기원전 108년) 또는 위우거(衛右渠)는 고조선의 마지막 왕으로 위만(衛滿)의 손자이다.

## 생애
조선은 위만 대에 수천리의 영토를 차지하고 동북과 반도에 위치한 세력들과 한나라 사이의 중계 무역을 독점하여 강력한 세력을 구축하였다. 위만의 손자 우거는 춘추전국의 여러 피난민들을 많이 받아들이고 진(辰) 등 주변 국가들이 한나라와 직접 교섭하는 것을 막았다. 한나라는 기원전 109년 섭하(涉何)를 보내 우거를 달래려 하였으나 우거는 받아들이지 않았다.
귀국하던 섭하는 성과가 없이 돌아가는 것을 두려워하여 국경인 패수(浿水)에서 전송을 나온 조선의 비왕(裨王) 장(長)을 죽였다. 무제(武帝)는 '조선의 장수를 죽였다'는 섭하의 보고를 받고 섭하를 꾸짖지 않고 요동(遼東)의 동부도위(東部都尉)로 임명하였다. 섭하를 원망한 우거는 군사를 일으켜 그를 죽였고 무제는 조선 정벌을 선언하였다.
한무제의 정벌군이 조선을 공격하자 우거는 험난한 지형에 의지하여 대항하였다. 좌장군(左將軍) 순체(荀彘)의 졸정(卒正) 다(多)의 군대를 격파하였으며, 누선장군(樓船將軍) 양복(楊僕)이 왕검성(王儉城)을 공격하자 이를 격파하고, 패수 서쪽에서 좌장군 순체의 군대를 저지하였다.
이에 무제는 위산(衛山)을 보내 우거와 교섭하였고 우거는 항복하고 태자를 인질로 보냈다. 그러나 위산과 순체가 무장 해제를 요구하니 태자가 믿지 못하고 되돌아옴으로써 전쟁이 다시 시작되었다. 정벌군은 왕검성을 포위하고 공격하였다. 조선이 성을 굳게 지키는 가운데 정벌군도 순체와 양복이 내분을 일으켰기 때문에 성은 몇달이 지나도록 함락되지 않았다. 그러나 순체가 양복을 잡아 가두고 군대를 통합하는데 성공하면서 공격에 박차를 가하였다. 위기를 느낀 조선의 대신들은 우거에게 항복할 것을 종용하였으나 우거는 이를 거부하였고 일부 대신들이 한나라에 항복하였다. 기원전 108년 6월, 이계상(尼谿相) 삼(參)이 자객을 보내 우거왕을 살해했다. 우거왕 사후에도 왕검성은 우거왕을 대신한 성기(成己)의 지휘 아래 계속 항전하였는데 순체가 우거의 아들 장항(長降)과 재상 노인(路人)의 아들 최(最)를 시켜 성기를 죽임으로써 위만조선은 멸망하였다.

## 가계
- 조부 : 위만(衛滿)
- 조모 : 불명
  - 아버지 : 불명
  - 어머니 : 불명
    - 아들 : 장항(長降)

## 우거왕이 등장하는 작품
- 《한국사기》(KBS, 2017년~2017년, 배우:최윤석

## 같이 보기
- 위만조선
- 고조선
- 한 무제
- 위만
- 장항

## 참고 문헌
- 사마천 (기원전1~2세기). 〈권제115 조선열전(朝鮮列傳) / (漢文本)〉. 《사기》.

| 전대 (1대) 위만 (2대) 미상 | 제3대 위만조선 국왕 불명 ~ 기원전 108년 | 후대 (멸망) (한사군 설치) |

| 전임 (1대) 위만 (2대) 미상 | 한반도의 국가 원수 불명 ~ 기원전 108년 | 후임 동명성왕 온조왕 혁거세 거서간 수로왕 이진아시왕 |